# Jean-Paul Alaux
Pour les articles homonymes, voir Alaux.
Ne doit pas être confondu avec Jean-Paul Alaux dit Gentil.
Jean-Paul Alaux est un architecte français, né à Bordeaux le 12 mars 1876 et mort le 15 octobre 1955 dans la même ville.
Il appartient à une dynastie de peintres et architectes connus en Gironde depuis le XVIIIe siècle, principalement à Bordeaux et à Arcachon. Son grand-père Gustave Alaux (1816-1882) et son père Michel Alaux (1850-1935) sont architectes, sa mère Jeanne Alaux (1854-1908) est peintre, ses oncles Daniel Alaux (1853-1933) et Guillaume Alaux (1856-1912) sont peintres, tout comme son frère François Alaux (1878-1952) et son cousin Gustave Alaux (1887-1965).

## Biographie
Élève de Victor Laloux à l’école des Beaux-Arts, Jean-Paul Alaux obtient son diplôme en 1903. Il expose des œuvres dès 1897, d’abord au Salon de la Société nationale des Beaux-Arts, puis entre 1901 et 1909 au Salon des Artistes français où il reçoit la « mention honorable » en 1904 ; enfin à cinq reprises, entre 1905 et 1920, au Salon de la Société des Amis des Arts de Bordeaux.
On lui doit peu de constructions, car il se consacre davantage à l’enseignement. Quand il épouse l’Américaine Agnès Moore en 1910, il est déjà professeur d’architecture à l’Institut Carnegie Technical Schools de Pittsburgh, aux États-Unis.
Au retour de la première guerre mondiale, Jean-Paul Alaux participe à la création des écoles d’art américaines de Fontainebleau, au côté de Nadia Boulanger. Il y est professeur d’architecture de 1923 à 1939, puis président de 1946 à 1953. D’après son neveu Jean-Pierre, « ce fut le grand œuvre de sa vie ».
Ses nombreux voyages et croisières (il est féru de navigation à voile) lui font connaître le monde entier. Sa curiosité et son érudition le conduisent à publier tout au long de sa carrière plusieurs ouvrages portant sur l’histoire de l’Art et l’histoire de la Marine, certains illustrés par son cousin Gustave Alaux, comme Ulysse aux Antilles, en 1935, et Aventures du capitaine Jean de Boy, en 1937.

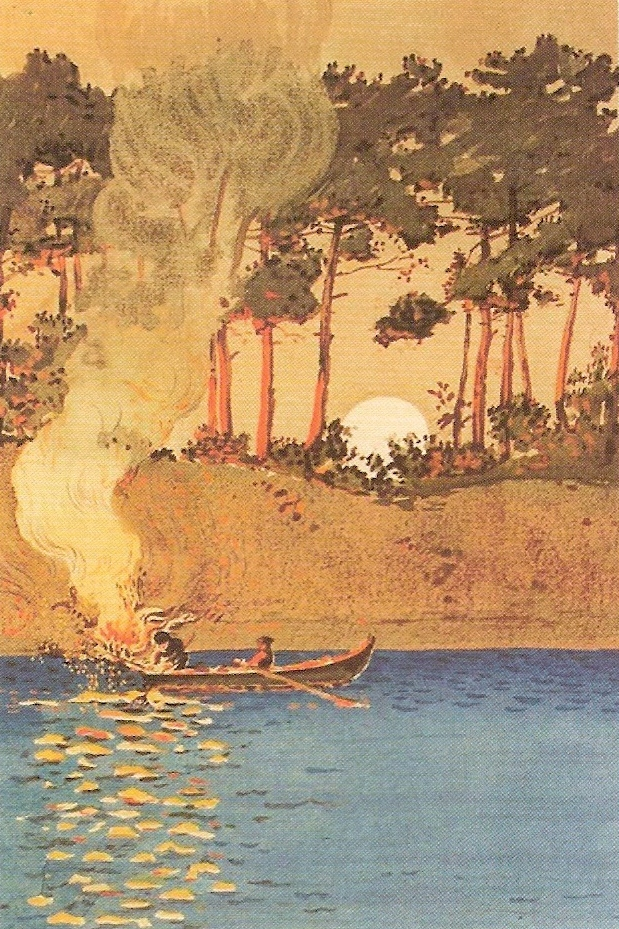
Jean-Paul Alaux, La pêche aux flambeaux, 10e planche de l’album Visions japonaises, 1920.

Il s’adonne par plaisir à l’aquarelle et compose avant la Grande Guerre des vues du Bassin d’Arcachon, qu’il fréquente assidûment depuis l’enfance. Il en rassemble douze dont il fait réaliser des estampes éditées chez Devambez en 1920. Cette série s’inscrit dans le mouvement du japonisme, qui a bouleversé les canons esthétiques occidentaux à la fin du XIXe siècle. Reconnaissant lui-même avoir été « hanté » par les estampes d’Hokusai et d’Hiroshige, maîtres de l’ukiyo-e, qu’il collectionne, Jean-Paul Alaux trouve dans le Japon – où il n’a jamais voyagé – des analogies avec son pays d’origine. En 2013-2014 fut publiée la première étude jamais consacrée à ces Visions japonaises. Quelques mois plus tard, l’exposition Trente-six vues du Bassin d’Arcachon présentée en Ville d’Hiver d'Arcachon rendait hommage à Jean-Paul Alaux et à son interprétation « exotique » du Bassin d’Arcachon.
Un second album est publié par l’architecte en 1946, à la suite d’un voyage effectué en Polynésie, de Tahiti aux Marquises, en 1936-1937 : intitulé Tahiti. Visions japonaises, il est également composé de douze estampes exécutées à partir d’aquarelles exposées à Bordeaux en 1941 et 1943, plus d’un quart de siècle après les vues arcachonnaises.
Au cours de son voyage polynésien, il rencontre Alain Gerbault, auquel il rend hommage en plusieurs occasions : par la publication d’un ouvrage en 1947 et par la réalisation du monument élevé en 1951 à la mémoire du navigateur, à Bora-Bora. « C’est grâce à ses efforts et à ceux du Yacht Club de France que l’aviso Dumont d’Urville reçut en 1947 la mission de transférer les cendres d’Alain Gerbault de Timor en Polynésie française. L’obstination de Jean-Paul Alaux et la souscription lancée par le Yacht Club de France vinrent à bout de toutes les difficultés, et il put alors faire ériger sur la tombe d’Alain Gerbault à Bora-Bora, un monument dont il fit les plans et qui, comme l’avait souhaité Gerbault, était en forme de temple polynésien, un “marae à trois marches” ».
Infatigable voyageur, amoureux de la nature et de l’art, collectionneur et humaniste, très attentif à la formation de la jeunesse, Jean-Paul Alaux a créé et distribué plusieurs prix et legs en faveur des artistes.

### Distinctions
- Lauréat de la Société de Géographie (Prix Eugène-Gallois, médaille d’or, pour Vasco de Gama, 1931)[14]
- Lauréat de l’Académie française (Prix Thérouanne, Prix Montyon)
- Membre de l’Académie des Sciences, Belles Lettres et Arts de Bordeaux, 1944[15]
- Membre de la Société des Océanistes, 1945
- Chevalier de la Légion d’honneur, 1926

## Œuvre

### Ouvrages publiés
Sélection d’après la liste établie par Christel Haffner Lance :
- L’Histoire merveilleuse de Christophe Colomb, préface de Jean-Baptiste Charcot, Paris, Devambez, 1924.
- Magellan, le premier voyage autour du monde, préface de Paul Chack, Paris, Au Galion d’Or, 1925.
- Les Flibustiers de la mer du Sud, adaptation d’après Raveneau de Lussan, Paris, Au Galion d’Or, 1926.
- Vasco de Gama ou l’épopée des Portugais aux Indes, Paris, Duchartre, 1931, prix Thérouanne en 1932
- La Flottille de Louis XIV à Versailles, sur le Grand Canal, Yacht Club de France, 1932.
- La Villa Médicis, Paris, Duchartre, 1932.
- L’Académie de France à Rome. Ses directeurs, ses pensionnaires, Paris, Duchartre, 1933.
- Un corsaire renégat, adaptation d’après les Mémoires de Madame la marquise de Fresne, Paris, Duchartre, 1934.
- Ulysse aux Antilles, dessins de Gustave Alaux, aquarelle d’Albert Braïtou-Sala[17], Paris, Au Galion d’Or, 1935.
- Aventures du capitaine Jean de Boy, illustrations de Gustave Alaux, Paris, 1937.
- La Vénus de Milo et Olivier Voutier, Paris, Au Galion d’Or, 1939.
- Rose des Vents : poésies, Paris, Au Galion d’Or, 1942.
- Alain Gerbault, marin légendaire, Paris, 1947.
- La Légende de Maurevieil, Paris-Bordeaux, 1955.
- Saint-Honorat, les pins crucifiés, Paris-Bordeaux, Delmas, 1955.

### Albums d’estampes
- Visions japonaises [du Bassin d’Arcachon], Paris, Devambez, 1920.
- Tahiti. Visions japonaises, Paris, Au Galion d’Or, 1946.